# Teoria de falha dos materiais
Teoria de falha é a ciência de prever as condições sob as quais um material sólido falha quando submetido a cargas externas. A falha de um material é normalmente classificada em falha frágil (fratura) ou falha dúctil (escoamento). Dependendo das condições (tais como temperatura, estado de tensões, taxa de carregamento) muitos materiais podem falhar de um modo frágil ou dúctil, ou ambos. Contudo, na maioria das situações práticas, um material pode ser classificado como ou frágil ou dúctil. Embora a teoria de falha já esteja em desenvolvimento a mais de um século, o seu nível de aceitabilidade ainda está para chegar ao da mecânica do contínuo.
Em termos matemáticos, a teoria de falha é expressa na forma de vários critérios de falha que são válidos para materiais específicos. Critérios de falha são funções no espaço de tensões ou deformações que separam estados de "falha" de estados de " não-falha (integridade)". Uma definição física precisa de um estado de "falha" não é facilmente quantificada e diversas definições úteis estão em uso na comunidade de engenharia. Muitas vezes, critérios fenomenológicos de falha da mesma forma são usados para prever falha frágil e falha dúctil.

## Falha material
Em ciência dos materiais, falha material é a perda da capacidade de suportar cargas de uma unidade material. Esta definição per se introduz o fato de que a falha material pode ser examinada em diferentes escalas, da microscópica à macroscópica. Em problemas estruturais, onde a resposta estrutural pode estar além do comportamento não-linear do material, a falha material é de profunda importância para a determinação da integridade da estrutura. Por outro lado, devido à falta de critérios de fratura globalmente aceitos, a determinação do dano estrutural, devido à falha material, está ainda sob pesquisa intensa.

## Tipos de falha material
A falha material pode ser distinguida em duas categorias amplas, dependendo da escala na qual o material é examinado:

### Falha microscópica
A falha material microscópica é definida em termos de iniciação e propagação de trincas.Tais metodologias são usuais para proporcionar entendimento na fissura de corpos de prova e estruturas simples sob distribuição de cargas globais bem definidas. . A falha microscópica considera a iniciação e propagação de uma trinca. Critérios de falha neste caso são relacionados à fratura microscópica. Alguns dos mais populares modelos de falha nesta área são os modelos micromecânicos de falha, que combinam as vantagens da mecânica do contínuo a da mecânica da fratura clássica. Tais modelos são baseados no conceito de que, durante deformação plástica, microvazios nucleiam e crescem até que um gargalo plástico local ou fratura da matriz intervazios ocorre, causando a coalescência de vazios vizinhos. tal modelo, proposto por Art Gurson e ampliado por Viggo Tvergaard e Alan Needleman, é conhecido como GTN. Outra abordagem, proposta por G. Rousselier, é baseada na mecânica do dano contínuo (em inglês:  continuum damage mechanics) (CDM) e termodinâmica. Ambos os modelos são modificações do potencial de escoamento de von Mises, pela introdução de uma quantidade escalar de dano, que representa a fração do volume de cavidades vazias, a porosidade f.

### Falha macroscópica
A falha material macroscópica é definida em termos da capacidade de suportar cargas ou equivalentemente capacidade de armazenar energia. Li apresenta uma classificação de critérios macroscópicos de falha em quatro categorias:
- Falha por tensão ou deformação
- Falha do tipo energética (critério S, critério T)
- Falha por dano
- Falha empírica.